# 1776 au Canada
Pour un article plus général, voir Chronologie du Canada.
Cet article traite des événements qui se sont produits durant l'année 1776 au Canada.

## Événements
- 20 janvier : formation du 2e Régiment canadien commandé par Moses Hazen. Ce régiment va servir la cause des américains.
- 25 mars : une milice loyaliste est attaquée par une autre milice favorable aux américains près de Saint-Pierre. La milice rebelle remporte la victoire à la Bataille de Saint-Pierre.
- Des personnalités américaines venues à Montréal comme John Carroll, son cousin Charles Carroll, Samuel Chase et Benjamin Franklin tentent de convaincre sans succès les canadiens de joindre la rébellion américaine. Monseigneur Jean-Olivier Briand fait excommunier John Carroll qui sera quand même évêque plus tard aux États-Unis.
- 6 mai : Arrivée de renfort britannique à Québec dont des Mercenaires allemands. Les américains lèvent le siège de Québec.
- 18 au 27 mai : victoire britannique à la bataille des Cèdres.

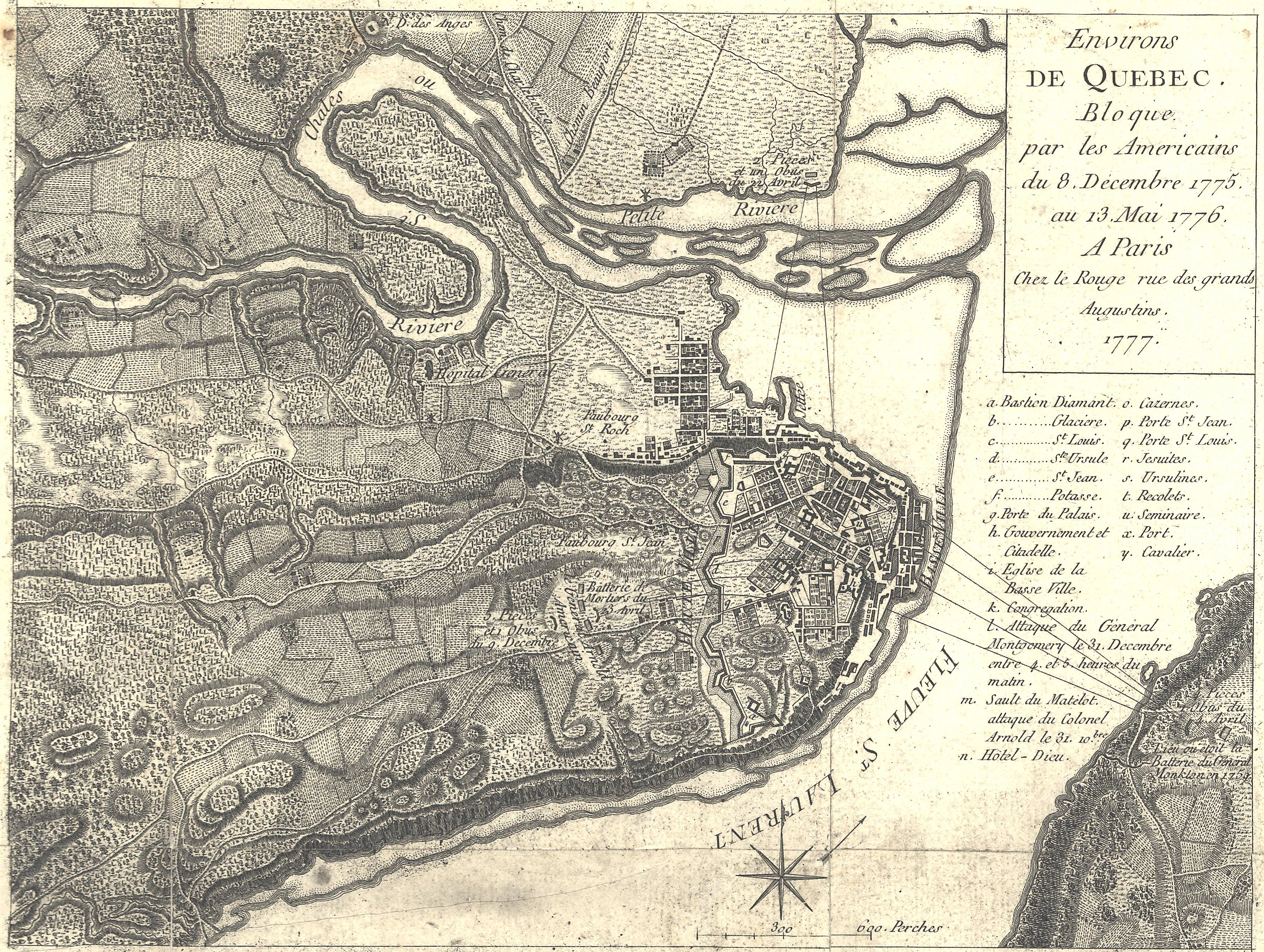
Environ de Québec en 1775-1776

- 8 juin : les Américains perdent leurs contre-attaque lors de la bataille de Trois-Rivières face aux Britanniques, ce qui les force à abandonner la province de Québec à ces derniers. Ils quitteront finalement le pays le 17 juin. Le général américain William Thompson fut capturé lors de cette bataille.
- Juin : le général britannique John Burgoyne arrive à Québec.
- 11 octobre : bataille de l'île Valcour sur le Lac Champlain. Victoire britannique et fin de l'invasion du Canada par les américains.
- 10 novembre au 29 novembre : Bataille de Fort Cumberland (en) en Nouvelle-Écosse. Les britanniques repoussent les insurgés américains. Cette victoire assure aux britanniques de conserver la Nouvelle-Écosse durant la Révolution américaine.

- Les Quebec pedlars franchissent le confluent des deux Saskatchewan[1].
- Thomas Frobisher atteint avant l'hiver par la rivière Churchill le lac de l’Île-à-la-Crosse au seuil du bassin de l’Athabaska[2].

- Première description de la Ceinture fléchée à Charlesbourg.

## Naissances
- 23 janvier : Howard Douglas, lieutenant-gouverneur du Nouveau-Brunswick.
- 17 février : Ross Cuthbert, politicien.
- 3 avril : François Blanchet (médecin), médecin et politicien.
- 9 mai : Thomas Maguire, prêtre.
- 20 mai : Simon Fraser, explorateur.
- 17 juillet : John Neilson, homme politique et imprimeur du journal The Quebec Gazette/La Gazette de Québec.
- 1er août : Archibald Acheson, lieutenant-gouverneur du Bas-Canada et gouverneur-général de l'Amérique du Nord britannique.

## Décès
- 27 février : François Chenard de la Giraudais, officier de la marine impliqué dans la Bataille de la Ristigouche.
- 30 mars : Jonathan Belcher, lieutenant-gouverneur de la Nouvelle-Écosse.
- 28 mai : François Dupont Duvivier, marchand et officier militaire.
- 16 décembre : Pierre-François Olivier de Vézin, opérateur des Forges du Saint-Maurice.
- Benoni Danks, militaire.